# Маундер, Энни
Э́нни Ма́ундер (англ. Annie Scott Dill Maunder; 14 апреля 1868, Страбан, Тирон — 15 сентября 1947, Уондсуэрт, Большой Лондон или Лондон) — британский и ирландский астроном.

## Биография
Энни Рассел родилась в 1868 году в Страбане в графстве Тирон в Ирландии в семье Уильяма Эндрю Рассела и Хесси Несбитт Дилл. Её отец до 1882 г. был священником Пресвитерианской церкви, а мать была дочерью священника. Анни была одной из шести детей и воспитывалась в религиозном духе. Все дети в семье получили хорошее образование. Энни и её сестра Эстер учились в женской университетской школе в Белфасте, ныне Колледж Виктории. Будучи награждённой в 1886 г. призом за сдачу школьных экзаменов, Энни получила право сдать вступительные экзамены в Гёртон-колледж (Кембриджский университет) и добилась трёхлетней стипендии в 35 фунтов в год.
Во время учёбы в университете Энни в 1889 г. с отличием сдала экзамены на звание лучшего математика года и получила высокий студенческий ранг Wrangler — она была первой девушкой из Ирландии, кто сумел этого добиться. Однако обычаи того времени не позволили ей получить степень бакалавра.
В 1890 году Энни сообщили, что в Гринвиче есть вакантное место. Она несколько раз писала в Королевскую обсерваторию в надежде получить работу. Её отец направил прошение, а сэр Роберт Стоуэлл Болл написал рекомендательное письмо. В итоге Энни один год работала преподавательницей математики в высшей школе для девушек на Джерси, пока ей не предложил место главный ассистент Герберт Тёрнер. C 1891 г. она работала в Гринвичской обсерватории, работая одной из «леди-вычислительниц» в отделе по изучению Солнца. За эту работу Энни получала 4 фунта в месяц, которых едва хватало на жизнь, при том, что учительницей она зарабатывала 8 фунтов и имела бесплатное жильё.
Энни работала под руководством Эдварда Маундера, активно изучавшего Солнце (в честь него назван термин Минимум Маундера) в Гринвичской фотогелиографической программе — она регистрировала солнечные пятна, их местоположение и движение по солнечному диску. Она выяснила, что в год её наблюдений число пятен превысило в 7 раз среднее число за последние 35 лет. Хоть это открытие впоследствии никак не связывалось с её именем, в следующем 1892 г. Эдвард Маундер номинировал её на членство в Королевском астрономическом обществе. В ноябре 1894 г. Энни назначили редактором журнала Британской астрономической ассоциации, президентом которой был Эдвард Маундер, и эта должность сохранялась за ней 35 лет.
После того, как Энни Рассел и Эдвард Маундер поженились, она согласно правилам для замужних женщин на государственной службе была вынуждена покинуть обсерваторию. Тем не менее, она продолжала работать в области астрономии, сопровождая мужа в его экспедициях по исследованию солнечных затмений. Она побывала в пяти экспедициях как участник Британской астрономической ассоциации, в частности, в 1896 г. в Норвегии и в 1898 г. в Индии, где она сфотографировала внешнюю солнечную корону. В мае 1901 г. она также сфотографировала солнечное затмение. Она сопровождала мужа во время экспедиции в Канаду, профинансированной канадским правительством.
В 1904 г. Уолтер и Энни Маундеры опубликовали график солнечной активности (Энни не была указана в качестве соавтора). С 1907 г. Энни выступает соавтором мужа в научных публикациях, либо публикуется сама. В 1908 г. она с мужем написала научно-популярную книгу «The Heavens and their Story», рассчитанную на широкую аудиторию.

## Признание и память
В ноябре 1916 года после снятия ограничений для женщин Энни Маундер была выбрана членом Королевского астрономического общества.
В 2016 году Королевское астрономическое общество учредило «Медаль Энни Маундер» за выдающийся вклад в пропаганду и участие общественности в астрономии или геофизике.
В честь Уолтера и Энни Маундер назван лунный кратер.

## Личная жизнь
27 декабря 1895 года Энни вышла замуж за 45-летнего Эдварда Уолтера Мондера, отца пятерых детей от предыдущего брака. Она была на 17 лет младше мужа и всего на 9 лет старше его 21-летнего сына. Своих детей у неё не было. Энни пережила своего мужа почти на два десятилетия.